# Samsung Galaxy A03
O Samsung Galaxy A03 é uma linha de smartphones Android acessíveis produzidos pela Samsung Electronics, que abrange os modelos A03, A03s e A03 Core.

## Software
O Samsung Galaxy A03 foi lançado com One UI Core 3.1 baseada no Android 11, mas pode receber a atualização para One UI Core 5 baseada no Android 13.